# Instituto Robert Koch
El Instituto Robert Koch (abreviado RKI) es una agencia del gobierno federal alemán e instituto de investigación responsable del control y prevención de enfermedades. Sus oficinas y laboratorios principales se encuentran en Berlín y Wernigerode. Como agencia federal superior, está subordinada al Ministerio Federal de Salud. El instituto fue fundado en 1891 y lleva el nombre de su director fundador, creador de la bacteriología moderna y premio Nobel, Robert Koch. 

## Funciones
El Instituto Robert Koch supervisa la salud pública. Sus tareas principales incluyen la detección, prevención y lucha contra enfermedades infecciosas y enfermedades no transmisibles en Alemania. El instituto asesora al público especializado y al gobierno, por ejemplo, en la prevención y lucha contra brotes de enfermedades infecciosas, como el brote de coronavirus en curso, la pandemia de gripe porcina de 2009 y el brote de EHEC O104: H4 de 2011 . El instituto también está a cargo del monitoreo de la salud y los informes de salud en Alemania, que cubren las enfermedades no transmisibles. A través de grandes estudios de monitoreo, el RKI monitorea el estado de salud de adultos y niños en Alemania.
Los científicos del RKI publican regularmente sus resultados en revistas científicas y en sus propios informes, por ejemplo, el «Informe Anual de Epidemiología de Enfermedades Infecciosas», informes especiales sobre diferentes enfermedades en Alemania (influenza, tuberculosis, cáncer), «Salud en Alemania». Además de eso, el Instituto publica varios periódicos científicos, como el «» mensual, el «Boletín Epidemiológico» y el «Bundesgesundheitsblatt» (coeditor). El instituto también alberga varios centros nacionales de referencia y laboratorios consultores. Alrededor de 15 comités científicos, como el Comité Permanente de Vacunación (STIKO) y la Comisión de Higiene Hospitalaria y Prevención de Infecciones (KRINKO), también tienen su sede en el Instituto Robert Koch.
El personal del RKI está involucrado en varios proyectos y programas de investigación internacionales, ayudando a abordar problemas urgentes de salud pública como el brote de ébola en África occidental en 2011. El RKI también coopera estrechamente con socios internacionales como el Centro Europeo para la Prevención y el Control de Enfermedades (ECDC) y la Organización Mundial de la Salud (OMS) . El instituto alberga dos laboratorios de referencia de la OMS (para polio y sarampión/rubéola) y ha sido el Centro Colaborador de la OMS para Infecciones Emergentes y Amenazas Biológicas desde 2016. El RKI es el único instituto federal en Alemania en el campo de la medicina humana con un laboratorio con nivel de bioseguridad BSL-4 (que se inauguró en 2015 y entró en pleno funcionamiento en el verano de 2018).

## Ubicación y organización.
El Instituto Robert Koch tiene su sede y dos ubicaciones adicionales en Berlín (Nordufer, Seestraße, General-Pape-Straße), así como instalaciones en la región de Wernigerode - Harz. 
El foco central de la actividad del RKI está en la investigación, por esta razón unos 450 de los aproximadamente 1.100 funcionarios son científicos. El instituto consta de las siguientes unidades.
- Departamento de Enfermedades Infecciosas
- Departamento de Epidemiología e Informes de Salud
- Departamento de Epidemiología de Enfermedades Infecciosas
- Centro de Amenazas Biológicas y Patógenos Especiales
- Metodología e Infraestructura de Investigación
- Grupos de proyecto (Mecanismos de defensa inmunitaria; Acinetobacter baumanii; Epidemiología de microorganismos altamente patógenos; Modelado epidemiológico de enfermedades infecciosas; Factores de virulencia en Salmonella y Campylobacter)
- Grupos de investigación junior (Genómica microbiana; Metabolismo de patógenos microbianos)
- Unidades de personal (por ejemplo: Salud Global y Bioseguridad; Ingeniería genética)
- Servicios centrales (por ejemplo: Recursos humanos)

Un museo que presenta la vida y obra de Robert Koch, así como del instituto de hoy día, se encuentra ubicado en el edificio principal de las oficinas de Nordufer, el cual está abierto para visitantes de lunes a viernes. También se puede visitar el mausoleo con los restos mortales de Robert Koch.

## Historia

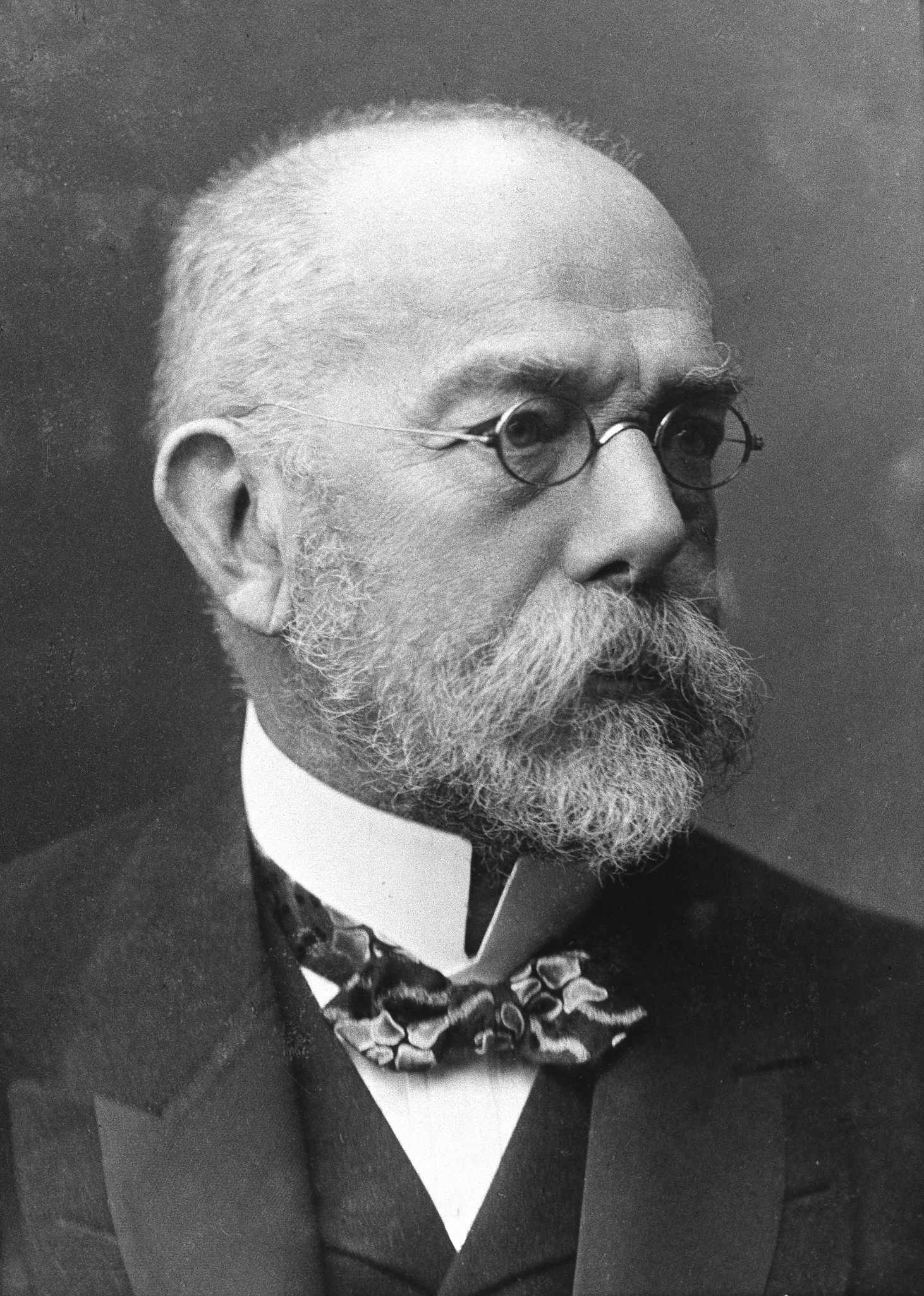
El director fundador y homónimo del instituto, el premio Nobel Robert Koch

El Instituto fue creado por el ganador del Premio Nobel Robert Koch en 1891 como el Instituto Real Prusiano de Enfermedades Infecciosas. Koch vivió hasta los 66 años, cuando murió de un ataque al corazón en Baden-Baden, el 27 de mayo de 1910; sus cenizas fueron enterradas en un mausoleo en su instituto el 10 de diciembre de 1910. El director de 1917 a 1933 fue Fred Neufeld, quien descubrió los tipos neumocócicos. El subdirector de Neufeld de 1919 a 1933 fue Walter Levinthal . 
Durante el Tercer Reich, el Instituto participó en atrocidades cometidas en nombre del nacional socialismo, como experimentos con vacunas contra el tifus en el campo de concentración de Buchenwald en 1941, que causaron la muerte de 127 de los 537 internos involucrados. El instituto pasó a llamarse Instituto Robert Koch en 1942. Después del colapso del régimen nazi, sólo unos pocos científicos tuvieron que enfrentar consecuencias legales por sus acciones, y sus crímenes fueron ignorados en gran medida por el resto del siglo.
En 1952, el Instituto se convirtió en una agencia subordinada de la Agencia Federal de Salud. Tras la reunificación alemana en 1990, algunas antiguas agencias de salud de la República Democrática Alemana (Alemania Oriental) se integraron (en parte) en el Instituto Robert Koch. Uno de ellos fue el Instituto de Epidemiología Experimental en la región de Wernigerode - Harz, que funciona como una dependencia más del RKI en la actualidad. En 1994, la Agencia Federal de Salud se disolvió y RKI se convirtió en una agencia federal independiente dentro de la cartera del Ministerio Federal de Salud de Alemania. Dos de los institutos de la anterior Agencia Federal de Salud, el centro de SIDA con sede en Berlín y el «Institut für Sozialmedizin und Epidemiologie» (Instituto de Medicina Social y Epidemiología), estaban adscritos al Instituto Robert Koch. El RKI, que hasta ese momento estaba ocupado sólo de enfermedades infecciosas, ahora tenía un segundo gran tema: las enfermedades no transmisibles y sus factores de riesgo.